# NGC 241
Coordenadas:  00h 43m 31.5s, −73° 26′ 26″
NGC  241 es un cúmulo estelar abierto que se encuentra en la Pequeña Nube de Magallanes, en la constelación de Tucana. Fue descubierto el 11 de abril de 1834 por John Herschel. Este objeto es el mismo que el NGC 242.
Está a una distancia  aproximada igual que la Pequeña Nube de Magallanes, a 195 000 años luz.